# Julius Kretzschmar
Carl Julius Kretzschmar, modernisiert Karl Julius Kretzschmar (* 25. Mai 1858 in Dresden; † 8. Februar 1929 ebenda) war ein deutscher Fachmann für Rechtsfragen des Bergwesens und Hochschullehrer.

## Leben und Wirken
Er war der Sohn des Dresdner Stadtrats und Rechtsanwalts Alexander Ferdinand Julius Kretzschmar. Nach Schulbesuch und Studium begann er seine berufliche Laufbahn im sächsischen Justizdienst. 1891 wurde er zum juristischen Bergamtsrat in Freiberg und zugleich zum Professor für Allgemeine Rechtskunde und Bergrecht bei der dortigen Bergakademie ernannt. 1898 erfolgte seine Beförderung zum Bergamtsdirektor. 1907 wechselte er nach Dresden in das Königlich Sächsische Finanzministerium als Geheimer Finanzrat und Vortragender Rat für Bergsachen.